# Alasdair MacIntyre

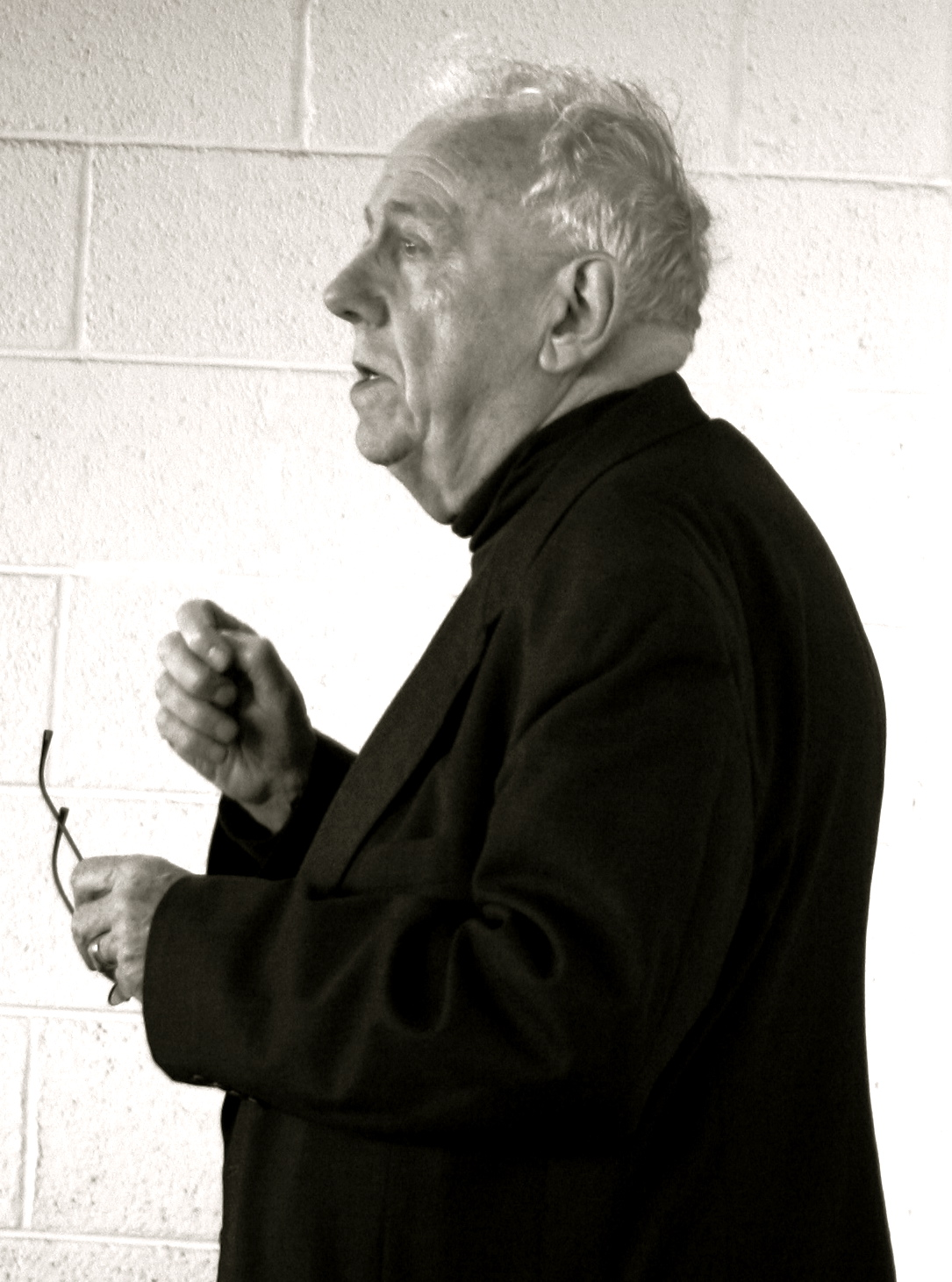
Alasdair MacIntyre

Alasdair MacIntyre (ur. 12 stycznia 1929 w Glasgow, zm. 22 maja 2025) – historyk idei, etyk i filozof pochodzenia szkockiego. Twórca jednej z odmian komunitaryzmu.
Główne dzieło MacIntyre'a Dziedzictwo cnoty daje początek nowemu sposobowi myślenia w etyce, a raczej stanowi próbę odnowienia Arystotelesowskiej filozofii moralnej. Pojawienie się tej książki wywołało burzliwą dyskusję nad zaproponowanymi w niej koncepcjami, która trwa do dziś. MacIntyre w swojej pracy przeciwstawiał filozofii postmodernizmu tradycjonalistyczny antymodernizm. Kwestionował on sposoby myślenia wywodzące się z dominującej w naszej epoce kultury filozoficznej oświecenia. Poglądy MacIntyre'a są inspirowane marksistowską krytyką liberalizmu oraz zespołem wartości moralnych intelektualnych konstytuujących chrześcijaństwo w swej katolickiej odmianie.
We wczesnych latach 80., w czasie prac nad Dziedzictwem cnoty, przeszedł na katolicyzm, jak sam wyznał – pod wpływem myśli tomistycznej.

## Wybrane prace
- Marxism: An Interpretation, 1953.
- A Short History of Ethics, 1966.
- Marxism and Christianity, 1968, 2 wydanie 1995.
- Against the Self-Images of the Age: Essays on Ideology and Philosophy, 1971.
- After Virtue, 1981, 2 wydanie 1984, 3 wydanie 2007.
- Whose Justice? Which Rationality?, 1988.
- Three Rival Versions of Moral Enquiry, 1990.
- Dependent Rational Animals, 1999.
- Edith Stein: The Origin and Development of her Thought, 2005.

## Prace w języku polskim
- Krótka historia etyki: historia filozofii moralności od czasów Homera do XX wieku, tłum. Adam Chmielewski, PWN, Warszawa 1995, 2 wydanie 2000, 3 wydanie 2002
- Dziedzictwo cnoty. Studium z teorii moralności, tłum. Adam Chmielewski, PWN, Warszawa 1996
- Czyja sprawiedliwość? Jaka racjonalność?, tłum. zbiorowe red. Adam Chmielewski, WAIP, wyd. 2007
- Etyka i polityka, tłum. Adam Chmielewski i in., PWN, Warszawa 2009
- Trzy antagonistyczne wersje dociekań moralnych: Encyklopedia, Genealogia i Tradycja. tłum. Michał Filipczuk. Warszawa: Wydawnictwa Akademickie i Profesjonalne, 2009. ISBN 978-83-61408-54-3. Brak numerów stron w książce
- Bóg, Filozofia, Uniwersytet, wyd. PAX 2013
- Edyta Stein. Prolog filozoficzny 1913-1922, tłum. Jadwiga Guerrero van der Meijden. Kraków: Wydawnictwo Esprit, 2019
- Zależne zwierzęta rozumne. Dlaczego ludzie potrzebują cnót, tłum. Wojciech Szymański, Wydawnictwo Uniwersytetu Łódzkiego, Łódź 2021

### Artykuły w antologiach
- Postawa religijna, [w:] „Filozofia religii. Fragmenty filozofii analitycznej”, Warszawa 1977